# Neoserica nigrescens
Neoserica nigrescens är en skalbaggsart som beskrevs av Moser 1915. Neoserica nigrescens ingår i släktet Neoserica och familjen Melolonthidae. Inga underarter finns listade i Catalogue of Life.